# Google Search Console
Google Search Console is een webdienst van Google waarmee webmasters onder andere de indexeringsstatus, de positie en de zichtbaarheid van hun websites in Google kunnen bijhouden en optimaliseren.
Tot 20 mei 2015 heette de dienst Google Webmaster Tools. In januari 2018 introduceerde Google een nieuwe versie van de search console, met wijzigingen in de gebruikersinterface. In september 2019 zijn de oude Search Console-rapporten, inclusief de start- en dashboardpagina's, verwijderd. 

## Functies
De dienst bevat hulpmiddelen waarmee webmasters:
- Een sitemap kunnen indienen en deze kunnen controleren.
- De crawlsnelheid kunnen controleren en de statistieken over wanneer Google bot een bepaalde site bezoekt bekijken.[bron?]
- Een robots.txt-bestand kunnen schrijven en controleren
- Een lijst van interne en externe pagina's die naar de website linken maken
- Een lijst bekijken met links die Googles bot moeilijk kon crawlen, inclusief de fout die de bot ontving bij het openen van de betreffende URL's.
- Kunnen zien welke zoekopdrachten met zoekwoorden op Google ertoe hebben geleid dat de website in de SERP's is opgenomen, en het totale aantal klikken, het totale aantal vertoningen en de gemiddelde klikfrequenties van dergelijke vermeldingen. (Voorheen 'Zoekopdrachten' genoemd; op 20 mei 2015 omgedoopt tot 'Zoekanalyse' met uitgebreide filtermogelijkheden voor apparaten, zoektypen en datumperioden).
- Een voorkeursdomein kunnen instellen (bijvoorbeeld liever example.com boven www.example.com of vice versa), dat bepaalt hoe de site-URL wordt weergegeven in SERP's.
- Google informatie kunnen geven over het patroon van gestructureerde gegevens op hun website zodat Google gegevens aantrekkelijker en op nieuwe manieren kan presenteren in de zoekresultaten (uitgebracht in december 2012 als Google Data Highlighter).
- Rapporten over sitesnelheid kunnen bekijken vanuit het Chrome User Experience Report.
- Meldingen van Google voor handmatige penalty's kunnen ontvangen.
- Toegang tot een API kunnen krijgen om vermeldingen toe te voegen, te wijzigen en te verwijderen en om crawlfouten op te sommen.
- Beveiligingsproblemen kunnen controleren als die er zijn. (Gehackte site of malware-aanvallen)
- De eigenaren en partners van het webdomein toevoegen of verwijderen.
- Vanaf juli 2020 het gestructureerde gegevensschema ter plaatse kunnen analyseren in het dashboard van de Google-Search console. De Google Structured Data Testing Tool is verouderd.
- De prestaties van zoekopdrachten, pagina's, landen, apparaten, zoekopdmaak en datums bekijken. Daarmee kan de gebruiker inzien op welke exacte zoektermen de website wordt vertoond en hoe groot de CTR is.
- Informatie over hoe Google websites crawlt, indexeert en bedient kunnen inzien. Dit kan website-eigenaren helpen om de zoekprestaties te controleren en te optimaliseren.[3]
- De URL-inspectietool kunnen gebruiken.[4]

## Kritiek en controverse
De lijst met inkomende links op de webmasterhulpprogramma's van Google is over het algemeen veel groter dan de lijst met inkomende links die kan worden ontdekt met de zoekopdracht link:example.com op Google zelf. De lijst op Google Webmaster Tools bevat nofollow-links die geen autoriteit voor zoekmachineoptimalisatie overdragen aan de gekoppelde site. Aan de andere kant wordt de lijst met links die wordt gegenereerd met een zoekopdracht van het type link:example.com door Google op controversiële wijze als "belangrijke" links beschouwd. Google Webmaster Tools, evenals de index van Google, lijkt regelmatig linkspam te negeren. Nadat een handmatige boete is verwijderd, wordt de boete nog 1-3 dagen weergegeven in de Webmasterhulpprogramma's van Google. Na de rebranding van Google Search Console is er informatie geproduceerd die aantoont dat Google Search Console datapunten creëert die niet in overeenstemming zijn met Google Analytics of rangschikkingsgegevens, met name binnen de lokale zoekmarkt.
Vanwege een hardnekkige bug in de nieuwe Google Search Console kunnen veel gebruikers geen geldige sitemap uploaden ('Kan sitemap niet ophalen' of 'Sitemap kan niet worden gelezen').